# Moritz von Bissing
Moritz Ferdinand Freiherr von Bissing (Ober Bellmansdorf, 30. siječnja 1844. -  Trois Fontaines, 18. travnja 1917.) je bio njemački general i vojni zapovjednik. Tijekom Prvog svjetskog rata obnašao je dužnost generalnog guvernera Belgije.

## Vojna karijera
Moritz von Bissing rođen je 30. siječnja 1856. u Ober Bellmansdorfu. Sin je zemljoposjednika Moritza von Bissinga starijeg i Dorotheje von Gall. U prusku vojsku stupio je 1865. godine, te je sudjelovao u Austrijsko-pruskom ratu, te Prusko-francuskom ratu. Nakon rata služi u raznim vojnim jedinicama kao u i Glavnom stožeru u Berlinu. Čin pukovnika dostigao 1890. godine, general bojnikom postao je 1893. godine, dok je 1897. godine promaknut u čin general poručnika kada dobiva zapovjedništvo nad 29. pješačkom divizijom smještenom u Freiburgu im Breisgau. U svibnju 1901. postaje zapovjednikom VII. korpusa smještenog u Münsteru kojim zapovijeda sve do 1907. kada odlazi u mirovinu.

## Prvi svjetski rat
Na početku Prvog svjetskog rata Bissing je reaktiviran, te postaje zamjenikom zapovjednika VII. korpusa kojim je zapovijedao Karl von Einem, a koji se nalazio u sastavu 2. armije kojom je zapovijedao Karl von Bülow. S VII. korpusom Bissing je sudjelovao u opsadi Liegea i nakon toga u Prvoj bitci na Marni.
U studenom 1914. Bising je promaknut u čin general pukovnika, te je imenovan za generalnog guvernera okupirane Belgije zamijenivši na tom mjestu Colmara von der Goltza. Njemačke vlasti u Berlinu smatrale su da Belgiju treba podijeliti po etničkom principu između Flamanaca, jezično i kulturološki sličnih Nijemcima, te Valonaca koji su se kulturno i jezično oslanjali na Francusku. Bissing nije u potpunosti dijelio gledišta Berlina o podjeli Belgije smatrajući da većina Flamanaca još uvijek ne podržava podjelu zemlje. To pogotovo kada se kod Flamanaca čak javio i otpor otvaranju Sveučilišta u Gentu kao sveučilišta na kojem će se isključivo govoriti flamanskim jezikom. Međutim, odlukom od 21. ožujka 1917. Bissing je proveo politiku Berlina, te je Belgiju podijelio na dva upravna područja: Flandriju i Valoniju.    

## Smrt
Moritz von Bissing je ubrzo nakon administrativne podjele Belgije zbog dugogodišnje bolesti pluća 14. travnja 1917. dao ostavku na mjesto generalnog guvernera, te ga je na tom mjestu zamijenio Ludwig von Falkenhausen. Preminuo je 18. travnja 1917. godine u 74. godini života u Trois Fontainesu, mjestu u blizini Bruxellesa. Pokopan je na berlinskom groblju Invalidenfriedhof.

## Vanjske poveznice
(eng.) Moritz von Bissing na stranici Prussianmachine.com

(njem.) Moritz von Bissing na stranici Deutschland14-18.de  Arhivirana inačica izvorne stranice od 18. srpnja 2011. (Wayback Machine)

(njem.) Moritz von Bissing na stranici Deutsche-biographie.de